# Cristián Detlev Reventlow
Cristián Detlev, Conde de Reventlow (1671-1738) fue un líder militar y diplomático danés.

## Biografía
Era el hijo del Conde Conrado de Reventlow, canciller de Dinamarca y de su primera esposa Ana Margarita Gabel (1651-1678). Era un hermano de Cristina Sofía Holstein (1672-1757) y un hermanastro de Ana Sofía Reventlow (1693-1743), segunda esposa y reina consorte del rey Federico IV de Dinamarca.
Reventlow hizo una carrera militar y luchó en el contingente danés contra Francia durante la Guerra de la Gran Alianza. En 1701 fue enviado a la cabeza de las tropas danesas en lucha con los franceses en Italia durante la Guerra de Sucesión Española sirviendo a las órdenes del Príncipe Eugenio de Saboya (1663-1736). Tomó parte en la Batalla de Höchstädt en 1704 y fue gravemente herido en la Batalla de Cassano en 1705. En la Batalla de Calcinato el 19 de abril de 1706, el Conde von Reventlow se enfrentó al General Luis José de Borbón, duque de Vendôme (1654-1712) en una batalla que resultó en una victoria francesa. Sus fuerzas fueron divididas mientras Reventlow estuvo al mando del Ejército imperial tanto en Montichiari como en Calcinato.
En 1709 tomó el mando de las fuerzas danesas en Escania durante la Gran Guerra del Norte. En marzo de 1713 el rey Federico IV eligió a Reventlow como el más alto oficial (overpræsident) de la ciudad de Altona. En frente de Hamburgo, el puerto de Altona estaba en la margen del río Elba y en ese tiempo era una de las ciudades portuarias danesas más importantes. La ciudad había sido saqueada por fuerzas suecas y debía ser reconstruida. Su tarea fue supervisar el programa de reconstrucción. En 1732 como consecuencia de la muerte del rey Federico IV de Dinamarca, fue destituido de su puesto en Altona.

## Vida personal
Reventlow primero se comprometió con Ana Cristiana Gyldenløve (1676-1689) quien murió a los 13 años de edad. Ana Cristiana era la hija del rey Cristián V de Dinamarca y Sofía Amalia Moth, Condesa de Samsø.
En 1700, contrajo matrimonio con Benedikta Margarethe von Brockdorff (1678-1739). Entre sus hijos tuvo:
- Conrad Detlev (1704-1750), desposó en 1731 a Guillermina Augusta (1704-1749), hija del Príncipe Cristián Carlos de Schleswig-Holstein-Sonderburg-Plön-Norburg
- Cristián Ditlev Reventlow (1710-1775), Consejero privado danés[6]
- Cristina Armgard von Reventlow (1711-1779), desposó al Duque Federico Carlos de Schleswig-Holstein-Sonderburg-Plön.